# Jesionka (województwo wielkopolskie)
Jesionka – wieś w Polsce położona w województwie wielkopolskim, w powiecie konińskim, w gminie Sompolno, w sołectwie Marianowo.
W latach 1975–1998 miejscowość administracyjnie należała do województwa konińskiego.
Mieszkańcy Jesionki wyznania katolickiego przynależą do parafii Narodzenia Najświętszej Maryi Panny w Racięcicach.